# Baldwin Lonsdale
Baldwin Jacobson Lonsdale (5. srpna 1948, Mota Lava, Vanuatu – 17. června 2017, Port Vila) byl vanuatský politik a anglikánský kněz, který od 22. září 2014 do své smrti 17. června 2017 zastával funkci prezidenta Vanuatu.

## Mládí a počátky kariéry
Narodil se na ostrově Mota Lava 5. srpna 1948. Sloužil jako generální tajemník provincie Torba ležící na ostrově Mota Lava. Později se stal anglikánským knězem. Příležitostně byl titulován jako Womtelo reverend. Doslovný překlad slova womtelo je vycházející slunce a je nejvyšší hodností v tradičním systému náčelnických titulů užívaných na jeho rodném ostrově Mota Lava.

## Funkce prezidenta
Lonsdale byl zvolen prezidentem Vanuatu v nepřímých volbách volební radou složenou z členů parlamentu Vanuatu a guvernérů vanuatských provincií. Hlasování trvalo osm kol a stalo se tak nejdelší volbou v historii země. V posledním kole získal Lonsdale 46 hlasů z 58 možných, čímž byla splněna podmínka dvoutřetinové většiny. Během probíhajících voleb zastával funkci prozatímního prezidenta republiky předseda parlamentu Philip Boedoro.
Ve svém prvním projevu ve funkci prezidenta Lonsdale zdůraznil důležitost provincie Torba, slíbil dodržovat ústavu a požádal obyvatele Vanuatu, aby byli jednotní. Během Světové konference o snižování rizika katastrof, která se konala v březnu 2015 v japonském městě Sendai, požádal o mezinárodní pomoc kvůli cyklónu Pam.
V říjnu 2015, během Lonsdalova pobytu v zahraničí, se předseda parlamentu Macellino Pipite ujal funkce prozatímního prezidenta, aby využil svého postavení k udělení prezidentské milosti sobě a třinácti dalším poslancům, kteří byli usvědčeni z úplatkářství a čekali na rozsudek. Když se pouze několik hodin po udělení milostí Lonsdale vrátil na Vanuatu, vyjádřil zármutek nad tím, co se stalo a pronesl širokou veřejností oceňovaný projev, v němž prohlásil, že nikdo nestojí nad zákonem a že se zaslouží o očištění politiky. Po konzultaci s právníky zrušil Pipetem udělené milosti, přičemž citoval z vanuatské ústavy o střetu zájmů. Prezidentovo rozhodnutí potvrdil i Nejvyšší soud Vanuatu.
Lonsdale zemřel dne 17. června 2017 v Port Vila na infarkt ve věku 68 let.